# Vitor Gabriel
Vitor Gabriel Claudino Rego Ferreira, mais conhecido como Vitor Gabriel (Rio de Janeiro, 20 de janeiro de 2000), é um futebolista brasileiro que atua como centroavante. Atualmente, joga pelo Gangwon FC, da Coréia do Sul.

## Carreira

### Início
Vitor começou no Nova Iguaçu, e despertou o interesse do Flamengo quando se destacou no carioca sub-15 de 2015, marcando 2 gols na surpreendente vitória por 3 a 2, em um elenco que estava há 2 anos sem perder, e que contava com Vinícius Jr e Lincoln como destaques.

### Flamengo
Desde que chegou, sempre teve muito destaque no Flamengo. Fez uma excelente Copa São Paulo de Futebol Júnior em 2018, sendo o artilheiro do Flamengo com 4 gols e sendo considerado o melhor jogador da competição, além de faturar o título. Logo depois, foi chamado por Carpegiani para treinar com o time principal. Em 2019, foi convocado por Abel Braga para ser o substituto de Uribe e Henrique Dourado na Florida Cup, já que Lincoln estava na seleção sub-20 na época, mas não chegou a estrear.
Em 8 de julho de 2019, Vitor renovou seu contrato com o Flamengo até dezembro de 2023, com uma multa rescisória de 50 milhões de euros (213 milhões de reais).
Fez sua estreia pelo Flamengo em 16 de outubro de 2019, contra o Fortaleza no Castelão, válido pela 26° rodada do brasileirão entrando no lugar de Gerson no intervalo do 1° tempo, e dando uma assistência para o gol de Renier.

### Braga
Sem espaço no Flamengo depois de só ter atuado em 3 partidas em 2020, foi emprestado para o Braga até o final de 2021.

### Braga B
Com intuito de pegar experiência, Vitor foi cedido ao time B. Marcou seu 1° gol contra o Meirelinense, válido pela 6° rodada do Campeonato de Portugal. Seu 2° gol aconteceu logo no jogo seguinte, na vitória de 4-0 sobre o Pedras Salgadas, válido também pelo Campeonato de Portugal.
Marcou mais 2 na vitória por 4–0 sobre o Águia FC Vimioso, na 11° rodada do Campeonato de Portugal. Marcou mais 2 gols na goleada de 7–0 sobre Vilaverdense, também pelo Campeonato de Portugal. No dia 28 de fevereiro de 2021, Vítor foi o autor do gol do time B no empate de 1 a 1 com o Juventude de Pedras Salgadas, na 18° rodada também pelo Campeonato de Portugal.
Foi o autor do gol da vitória por 1 a 0 dos Bês no jogo contra o Mirandela, após um bonito chute aos 87 minutos do 2° tempo, válido pela 19° rodada do Campeonato de Portugal. Marcou 2 na vitória por 3 a 1 sobre Anadia FC, em jogo da 2a rodada dos Playoffs de promoção para a Segunda Liga.
Em 26 de junho de 2021, foi anunciado que Vitor Gabriel retornaria ao Flamengo em julho. O Braga havia dito que iria exercer o direito de compra do jogador, porém ao contrário do acordo que foi firmado, o clube português tentou uma renovação do empréstimo e o Flamengo recusou por querer a transferência em definitivo. Ao todo, Vitor não atuou pelo clube principal, somente pelo Braga B, atuando em 31 partidas e marcando 11 gols.

### Retorno ao Flamengo
Após seu empréstimo, Vitor retornou ao Flamengo em 1 de julho de 2021.

### Juventude
Em 8 de janeiro de 2022, foi anunciado seu empréstimo ao Juventude até o final da temporada, com opção de compra ao término do período. Fez seu primeiro gol pelo clube em 6 de março de 2022, na vitória de 2–0 sobre o Guarany de Bagé na penúltima rodada do Campeonato Gaúcho.

### Ceará
Foi emprestado no inicio de 2023 ao Ceará, onde somou 11 gols e cinco assistências em 30 jogos disputados e fez parte do elenco que conquistou a Copa do Nordeste de 2023.

### Gangwon FC
Após se destacar pelo Ceará, foi vendido, em julho de 2023, pelo Flamengo ao Gangwon FC da Coréia do Sul por 1,2 milhões de dólares mais metade do valor de uma futura venda.

## Seleção brasileira

### Seleção Sub-20
Foi convocado pelo técnico Carlos Amadeu para disputar 2 amistosos contra o  México, nos dias 22 e 25 de março.

## Estatísticas
Atualizadas até 2 de abril de 2022.

### Clubes
| Equipe            | Ano/Temporada     | Campeonato nacional | Campeonato nacional | Campeonato nacional | Copa nacional[a] | Copa nacional[a] | Copa nacional[a] | Competições continentais[b] | Competições continentais[b] | Competições continentais[b] | Outros torneios[c] | Outros torneios[c] | Outros torneios[c] | Total | Total | Total   |
| Equipe            | Ano/Temporada     | Jogos               | Gols                | Assist.             | Jogos            | Gols             | Assist.          | Jogos                       | Gols                        | Assist.                     | Jogos              | Gols               | Assist.            | Jogos | Gols  | Assist. |
| ----------------- | ----------------- | ------------------- | ------------------- | ------------------- | ---------------- | ---------------- | ---------------- | --------------------------- | --------------------------- | --------------------------- | ------------------ | ------------------ | ------------------ | ----- | ----- | ------- |
| Flamengo          | 2018              | —                   | —                   | —                   | —                | —                | —                | —                           | —                           | —                           | 2                  | 0                  | 0                  | 2     | 0     | 0       |
| Flamengo          | 2019              | 1                   | 0                   | 1                   | —                | —                | —                | 0                           | 0                           | 0                           | 8                  | 0                  | 0                  | 9     | 0     | 1       |
| Flamengo          | 2020              | —                   | —                   | —                   | —                | —                | —                | —                           | —                           | —                           | 3                  | 0                  | 0                  | 3     | 0     | 0       |
| Flamengo          | 2021              | 6                   | 0                   | 1                   | 1                | 0                | 0                | 0                           | 0                           | 0                           | —                  | —                  | —                  | 7     | 0     | 1       |
| Flamengo          | Total             | 7                   | 0                   | 1                   | 1                | 0                | 0                | 0                           | 0                           | 0                           | 13                 | 0                  | 0                  | 21    | 0     | 2       |
| Braga B           | 2019–20           | 5                   | 0                   | 0                   | —                | —                | —                | —                           | —                           | —                           | —                  | —                  | —                  | 5     | 0     | 0       |
| Braga B           | 2020–21           | 26                  | 11                  | 0                   | —                | —                | —                | —                           | —                           | —                           | —                  | —                  | —                  | 26    | 11    | 0       |
| Braga B           | Total             | 31                  | 11                  | 0                   | 0                | 0                | 0                | 0                           | 0                           | 0                           | 0                  | 0                  | 0                  | 31    | 11    | 0       |
| Braga             | 2020–21           | 0                   | 0                   | 0                   | —                | —                | —                | —                           | —                           | —                           | —                  | —                  | —                  | 0     | 0     | 0       |
| Braga             | Total             | 0                   | 0                   | 0                   | 0                | 0                | 0                | 0                           | 0                           | 0                           | 0                  | 0                  | 0                  | 0     | 0     | 0       |
| Juventude         | 2022              | 0                   | 0                   | 0                   | 2                | 0                | 0                | 0                           | 0                           | 0                           | 9                  | 1                  | 0                  | 11    | 1     | 0       |
| Juventude         | Total             | 0                   | 0                   | 0                   | 2                | 0                | 0                | 0                           | 0                           | 0                           | 9                  | 1                  | 0                  | 11    | 1     | 0       |
| Ceará             | 2023              | 6                   | 4                   |                     | 9                | 3                |                  | 2                           | 1                           |                             | 14                 | 3                  |                    | 30    | 11    | 5       |
| Ceará             | Total             | 6                   | 4                   |                     | 9                | 3                |                  | 2                           | 1                           |                             | 14                 | 3                  |                    | 30    | 11    | 5       |
| Gangwon FC        | 2023              |                     |                     |                     |                  |                  |                  |                             |                             |                             |                    |                    |                    |       |       |         |
| Gangwon FC        | Total             |                     |                     |                     |                  |                  |                  |                             |                             |                             |                    |                    |                    |       |       |         |
| Total na carreira | Total na carreira | 63                  | 17                  | 2                   | 3                | 0                | 0                | 0                           | 0                           | 0                           | 29                 | 4                  | 0                  | 108   | 25    | 7       |

- a. ^ Jogos da Copa do Brasil
- b. ^ Jogos da Copa Libertadores da América
- c. ^ Jogos do Campeonato Carioca, Florida Cup e Campeonato Gaúcho

## Títulos
Flamengo
- Florida Cup: 2019[22]
- Taça Rio: 2019
- Campeonato Carioca: 2019 e 2020
- Campeonato Brasileiro de Futebol: 2019
- Copa Libertadores da América: 2019[23]
- Taça Guanabara: 2020

Ceará
- Copa do Nordeste: 2023